# Turbulences (album)
Pour les articles homonymes, voir Turbulences.
Albums de L5
Le Live
(2004) Best Of
(2006)
Singles
1. Déconnecter
Sortie : janvier 2005
2. À ta liberté
Sortie : juillet 2005

Turbulences est le troisième et dernier album du groupe L5, sorti le 24 janvier 2005 en France. L'album ne rencontre pas le succès escompté et met fin au groupe à 5.

## Liste des titres
| No  | Titre                                                          | Auteur                                                                 | Réalisateur(s)               | Durée |
| --- | -------------------------------------------------------------- | ---------------------------------------------------------------------- | ---------------------------- | ----- |
| 1.  | Déconnecter (Titre original : Unexpected)                      | Tina Harris, Steve Lee, Pete "Boxsta" Martin                           | René de Wael                 | 3:49  |
| 2.  | Pourquoi (Titre original : Sin Ti Forever)                     | Sébastien Abaldonato, Quentin Bachelet, Philippe Germain               | Quentin Bachelet             | 3:23  |
| 3.  | Les Amazones (Titre original : In The City)                    | Pascal Consoli, Diego Dari, Matthew Marston, Andrew Nonoo, Louise Rose | René de Wael                 | 4:01  |
| 4.  | Rendez-moi la vie (Titre original : Beautiful Messed Up World) | Jess Cates, Robert Palmer, Lindy Robbins                               | René de Wael                 | 3:35  |
| 5.  | Atout Cœur                                                     | Coralie Gellé, Jérémy Olivier                                          | René de Wael                 | 3:30  |
| 6.  | Une Femme blessée (Titre original : Change Your Life,)         | Joa Heimer, Suzanne Mosson, Patrick Tucker                             | Quentin Bachelet             | 3:32  |
| 7.  | De Porcelaine (Titre original : Crumbling,)                    | Aaron Benward, Jess Cates                                              | Maxim Nucci                  | 4:04  |
| 8.  | Plaisir extensible (Titre original : Pleasure)                 | Johan Åberg, Mårten Sandén, Ziggy                                      | René de Wael                 | 3:15  |
| 9.  | Inaltérable (Titre original : Give It To Me)                   | Chantelle Barry, Smidi                                                 | Quentin Bachelet             | 3:00  |
| 10. | Une Femme pressée (Titre original : Queen of the Night)        | Jonas Blees, Kristina Johnsson, Mamadou Niakaté, Christophe Pantano    | Mamadou Niakaté              | 2:57  |
| 11. | Te chavirer (Titre original : Feel You)                        | Régis Ducatillon, Jérémy Olivier                                       | Fred Fraikin, Jérémy Olivier | 3:32  |
| 12. | À ta liberté (Titre original : Alive And Kickin')              | June Rollocks, Sugar P.                                                | René de Wael                 | 3:49  |
| 13. | Dingue                                                         | Alexandra Canto, Jérémy Olivier                                        | Fred Fraikin, Jérémy Olivier | 3:13  |
| 14. | Turbulences (Titre original : Shoot The Light)                 | Régis Ducatillon, Jérémy Olivier                                       | Quentin Bachelet             | 3:37  |

## Crédits
| - Frédéric "Diego" Alfonsi - batterie, chœurs additionnels - Quentin Bachelet - chœurs additionnels, claviers, programmation - Guillaume Baurez - directeur artistique - Peter Björklund - mixage - Jonas Blees - mixage - Amandine Buisson - directrice artistique - Cédric Coulbaut - guitare - Tom Coyne - mastering - Brice Davoli - coaching vocal - René de Wael - claviers, guitare, mixage, programmation batterie - Fred Fraikin - claviers, mixage, programmation batterie - Thierry Gronfier - piano - Christian Lieu "Ninjamix" - ingénieur son (voix), mixage, ProTools, sound design - Micka - mixage - Mamadou Niakaté - claviers, programmation batterie | - Jost Nickel - batterie - Maxim Nucci - claviers, guitare - Objectif.Lune - design - Jérémy Olivier - claviers, mixage, programmation batterie - Mitch Olivier - mixage - Fabrice Orlando - coordination pour Everglad - Jean-François Orricelli - guitare additionnelle - Christophe Pantano - claviers, programmation batterie - Valéry Pellegrini - assistant ingénieur son (voix), assistant ProTools - Manu Rodier - guitare - Franck Rougier - "Elvis hums and whispers" - Marie-Jeanne Serrero - direction des cordes - Cyril Tarquiny - guitare - Laurent Vernerey - basse - Volodia - mixage |

- "Déconnecter" publié par Air Chrysalis Scandinavia (BMI), Chrysalis Music Publishing, Metrophonic (PRS) et Universal Music Publishing
- "Pourquoi" publié par XIII Bis Music - adaptation : Maxou Music
- "Les Amazones" publié par D.R. et Subjam Publishing Ltd.
- "Rendez-moi la vie" publié par My Getaway Driver Music, Right Bank Music Inc. et Universal Music Publishing - adaptation : Maxou Music
- "Atout Cœur" publié par Onze 45
- "Une Femme blessée" publié par Beastie Music et Melmax Music - adaptation : Hamac Music
- "De Porcelaine" publié par My Getaway Driver Music, Right Bank Music Inc. et Wrensongs Publishing
- "Plaisir extensible" publié par Eclectic (administré par BMG Music Publishing France)
- "Inaltérable" publié par Chantelle Barry Music (APRA), Hit Me Hear Publishing (BMI) et Sony/ATV Music Publishing - adaptation : Maxou Music
- "Une Femme pressée" publié par Berkely Square Publishing AB, DMTM, M6 Interactions et Windswept Pacific - adaptation : Hamac Music
- "Te chavirer" publié par Onze 45 et Universal Music Publishing France - adaptation : Hamac Music
- "À ta liberté" publié par Kickass et Melmax Music
- "Dingue" publié par Maxou Music et Onze 45
- "Turbulences" publié par Onze 45 et Universal Music Publishing France - adaptation : Maxou Music

- Voix enregistrées au Studio Méga, Suresnes
- Cordes enregistrées  à ICP Studios, Bruxelles ("Atout Cœur" et "De Porcelaine")
- "Déconnecter", "Les Amazones", "Rendez-moi la vie", "Atout Cœur", "Plaisir extensible" et "À ta liberté" mixés à Unit Studios, Paris
- "Pourquoi", "Une Femme blessée", "Inaltérable" et "Turbulences" mixés au Studio Méga
- "De Porcelaine" mixé au Studio Harry Son, Pantin
- "Une Femme pressée" mixé à Tremolo Studios, Göteborg
- Masterisé à Sterling Sound, New York

## Classement et certifications
| Pays                         | Meilleure position | Certifications | Ventes certifiées |
| ---------------------------- | ------------------ | -------------- | ----------------- |
| France (SNEP)                | 8                  | Or             | 50 000            |
| Suisse (Schweizer Hitparade) | 80                 |                |                   |